# Nirvana – Pravdivý příběh
Nirvana – Pravdivý příběh je kniha britského hudebního novináře Everetta True. Je to biografe skupiny Nirvana.

## Charakteristika
Kniha vypráví skutečný příběh jedné z nejúspěšnějších hudebních skupin 90. let. Nirvana měla ve své době obrovský vliv na hudební průmysl a zásadně změnila tehdejší ráz hudby. Její album Nevermind, kterého se prodávalo 400 000 kusů týdně, bylo dokonce prohlášeno za nejzásadnější album 90. let. Kniha popisuje skrovné začátky kapely až k jejímu naprostému vrcholu s neslavným koncem. Autor věnuje zvláštní pozornost vztahu a později manželství frontmana kapely Kurta Cobaina se zpěvačkou Courtney Love a osvětluje nejasné okolnosti zpěvákovy smrti.